# Montipora explanata
Espèce
Montipora explanata est une espèce de coraux appartenant à la famille des Acroporidae.

## Description et caractéristiques
Le genre Montipora inclut des animaux courts actiniformes (en forme rayonné). Leurs douze tentacules jaunâtres sont contenus dans des loges arrondies ; les tentacules sont réguliers, paucicannelés et épars sur le polypier. Ce polypier peut être encroûtant ou glomérulé, poreux et garni de mamelons ou de monticules rugueux. Les monticules sont soit coniques, soit triangulaire et fortement denticulés sur leur arêtes.

## Menaces
Les activités commerciales humaines, la pollution et le changement climatique sont des exemples de menaces subies par les populations de coraux et indirectement la vie marine qu'elles hébergent.

### Activités commerciales
La pêche au cyanure, la pêche à la dynamite et le chalutage en eau profonde contribuent à la destruction des récifs coralliens. De plus, La surpêche a un impact négatif sur la biocénose en altérant les rapports entre prédateurs et proies de la chaîne alimentaire. Les activités touristiques comme la plongée sous-marine perturbent le récif puisque les visiteurs ramassent des coraux et/ou larguent leur ancre dans les récifs. 

### Pollution
Le taux d'azote dans l'eau de mer s'accroît en raison du ruissellement de précipitations sur des sols agricoles chargés en engrais chimiques. Une diminution de la pénétration de la lumière ainsi qu'un appauvrissement du taux d'oxygène dissous vont être provoqués par, respectivement, la croissance fortement stimulée des algues et l'activité des micro-organismes décomposeurs qui vont consommer le dioxygène dissous. 

### Changement climatique
Sauf cas particuliers, les coraux sont généralement adaptés à des eaux ayant des températures comprises entre 21 et 29 °C. Le réchauffement climatique entraîne une surchauffe des eaux continentales et marines et le blanchissement du corail, traduisant un dépérissement du corail.